# Крониорт, Абрахам
Абрахам Крониорт (швед. Abraham Cronhjort; 1 января 1634, Кокенгузен, Шведская Ливония — 12 ноября 1703, Хельсинки, Шведское великодержавие) — шведский генерал-майор, участник Северной войны.

## Биография
Родился в Лифляндии, в 14 лет поступил офицером в полк своего отца, в котором беспрерывно служил до 1668 года, когда в чине подполковника вышел в отставку.
В 1669 году поступил на службу к герцогу Эберхарду Вюртембергскому и назначен командующим пехотой.
В 1675 году вернулся в Швецию и назначен командиром драгунского полка.
В 1700 году произведен в генерал-майоры и назначен командиром собранным на русской границе в Ингерманландии и Карелии отрядом финских войск (до 6000 человек). Здесь Крониорт проявил себя храбрым солдатом, но осторожным полководцем, а также проявились его недостатки: склонность к казнокрадству, неимоверная жестокость к населению (даже шведскому) и слабое понимание в военном деле.
В 1703 году атаковал строившийся Санкт-Петербург, но потерпел поражение 9 июля у реки Сестры при Тоутсельке, после чего Карл XII отозвал Крониорта из Финляндии. Умер 12 ноября того же года.